# ACS Electrica Timișoara
Asociația Club Sportiv Electrica 1929 Timișoara cunoscută ca Electrica Timișoara, sau simplu ca Electrica e un club amator de fotbal din  Timișoara, Județul Timiș. Actualmente joacă în Liga a V-a Timiș, Seria III.
Culorile echipei sunt alb-albastru.

## Istoria
Până în 1932, Electrica a jucat în seria regională de vest, una din cele cinci echipe, ca apoi câștigătoarea seriei să participe la turneul final în toamnă în sistem cupă. Chinezul Timișoara a fost echipa care a câștigat de obicei aceste campionate regionale. In 1932 liga națională a fost creată cu numele de Divizia A. De data aceasta echipa care s-a calificat în această ligă a fost Ripensia Timișoara.  Cum tot mai multe echipe s-au adăugat, s-a format o a doua ligă incepând cu sezonul 1933-1934 cu numele Divizia B, urmată în 1936 de a treia ligă Divizia C. Liga a doua a avut două serii, cluburile din vestul țării jucând in Seria II. 
Echipa activează acum în liga a cincea Timiș, Seria III.
In ultimul deceniu, clubul și-a concentrat atentia în creșterea jucătorilor, astfel ca academia a avut foarte bune rezultate la nivel regional și național.

## Palmares
Liga a IV-a Timiș
- Campioană (2): 1992–93, 1995–96

## Stadion
Stadionul Electrica e un stadion localizat în cartierul Fabric din Timișoara, România. A fost recent cosmetizat de către clubul Ripensia Timișoara. Este gazda echipelor Electrica Timișoara, ACS Poli Timișoara și Ripensia Timișoara. Stadionul are capacitatea de 5,000 de locuri. In trecut a fost gazdă echipei Politehnica II Timișoara.
In trecut, Stadionul UMT, care era situat la doar cativa metri distantă, a purtat același nume de Stadionul Electrica, fapt care a creat confuzie de-a lungul timpului.

## Rivali
Rivalii tradiționali ai clubului Electrica în perioada interbelică au fost Chinezul Timișoara, Politehnica Timișoara și Ripensia Timișoara, ultima chiar din același cartier, Fabric.
După al doilea război mondial UM Timișoara și CFR Timișoara.

## External links
- ACS Electrica Timișoara at frf-ajf.ro